# Pierre Louis de Blottefière
Pierre Louis de Blottefière de Voyenne, né le 16 novembre 1746 à Saint-Quentin Aisne, et mort le 22 avril 1819 à Compiègne Oise, est un général français de la Révolution et de l’Empire.

## États de service
Il entre en service le 28 janvier 1764, comme sous-lieutenant dans le régiment Royal-Bourgogne-infanterie, et il est fait chevalier de Saint-Louis en 1785.
Le 1er janvier 1788, il est nommé lieutenant-colonel au régiment d'Agénois, et le 15 juillet 1791, il devient chef de brigade du 16e régiment d'infanterie de ligne, il sert alors dans l'armée du Nord, sous Dumouriez.
Il est promu général de brigade à titre provisoire par Dumouriez le 26 octobre 1792, et il combat à Jemmapes le 6 novembre 1792. Il est confirmé dans son grade le 8 mars 1793, et il est suspendu de ses fonctions comme ci-devant noble et « autorisé » à prendre sa retraite le 24 septembre 1793.
Retiré dans sa terre de Voyenne (Aisne), il est admis à la retraite le 5 mars 1795.
En 1805, il est nommé, chef de cohorte des gardes nationales de l'arrondissement de Péronne (Somme), et maire de sa commune de 1813 à 1818.

## Sources
- Jean-Baptiste-Pierre Courcelles, Dictionnaire historique et biographique des généraux français: depuis le onzième siècle jusqu'en 1822, éd. Bertrand, 1822
- Alexandre Mazas, Histoire de l'ordre royal et Militaire de Saint-Louis depuis son institution en 1693 jusqu'en 1830, Tome 2, Firmin Didot frères, fils et Cie, Paris, 1860, p. 382